# Diademtapaculo
Der Diademtapaculo (Scytalopus schulenbergi) zählt innerhalb der Familie der Bürzelstelzer (Rhinocryptidae) zur Gattung Scytalopus.
Die Art kommt in den Anden von Bolivien im Yunga des Departamento Cochabamba und in der Cordillera Vilcanota in der Region Cusco in Peru vor.
Das Verbreitungsgebiet umfasst Bambus und anderes dichtes Unterholz im feuchten Bergwald um die Wald- und Baumgrenze herum zwischen 2800 und 3400 m Höhe. Weiter oberhalb findet sich der Lebensraum des Punatapaculos (Scytalopus simonsi), weiter unterhalb der des Trillertapaculos (Scytalopus parvirostris).
Das Artepitheton bezieht sich auf Thomas Scott Schulenberg.

## Merkmale
Der Vogel ist 10 cm groß und wiegt zwischen 15 und 17 g. Die Art ist für einen Tapaculo ziemlich klein und durchgehend dunkel mit einer blassen Stirn. Beim Männchen ist die Stirn und der Überaugenstreif silbrig weiß („Diadem“) und bildet einen deutlichen Gegensatz zur schmalen schwarzen Maske, dem Zügel und der vorderen Augenpartie. Oberseite und Schwanz sind dunkelgrau mit etwas Dunkelbraun mit dunkler Bänderung auf dem dunkel orange-rötlichen Rumpf. Die Unterseite ist grau bis dunkelgrau mit einem silbrigen Schimmer, Kinn und Kehle sind heller, die Flanken sind dunkelorange-rötlich meist mit Bänderung. Die Iris ist dunkelbraun, die Schnabeloberseite schwarz, die Unterseite bräunlich bis schwarz, blasser an der Basis. Beim Weibchen ist die silbrige Fiederung mehr stumpf und die Oberseite bräunlicher. Jungvögel sind goldbraun mit dunklerer Oberseite, überall dunkel gefleckt und gebändert.
Die Art ist monotypisch.

## Stimme
Der Gesang wird als 7 bis 15 Sekunden dauernder Triller beschrieben, erst langsam, dann schneller werdend bei fallender Tonhöhe und zunehmender Lautstärke.

## Lebensweise
Die Nahrung besteht aus Insekten, die auf oder über dem Erdboden gesucht werden.
Die Brutzeit liegt zwischen September und Januar. Das Nest ist kugelförmig mit Eingang von oben aus Moos und Flechten.

## Gefährdungssituation
Der Bestand gilt als nicht gefährdet (Least Concern).